# غاري كولمان (لاعب كرة القدم الغالية)
غاري كولمان (بالإنجليزية: Gary Coleman)‏ هو لاعب كرة القدم الغالية بريطاني، ولد في 26 يونيو 1972 في مقاطعة لندنديري في المملكة المتحدة.